# Tödlicher Sog
Tödlicher Sog ist ein US-amerikanischer Kriminalfilm aus dem Jahr 1949 von William Castle mit Scott Brady und John Russell in den Hauptrollen. Der Film noir wurde von Universal-International Pictures produziert.

## Handlung
Der ehemalige Spieler und Kriegsveteran Tony Reagan will sich in Reno niederlassen. Dort begegnet er seinem alten Freund Danny Morgan, der in Reno ein Casino betreibt. Er bietet Tony einen Job an, den dieser ablehnt. Tony zeigt Danny seinen Verlobungsring. Er will sich mit Sally Lee, der Nichte des Syndikatsbosses Big Jim Lee, verloben. Danny erzählt Tony, dass er ebenfalls plane, sich zu verloben, und zeigt ihm den wertvollen und auffälligen Ring, den er seiner Verlobten anstecken will. Im Casino lernt Tony die Lehrerin Ann McKnight kennen, der er zu Gewinnen beim Kartenspiel verhilft. 
Am nächsten Tag fliegt Tony nach Chicago. An Bord der Maschine ist auch Ann, die enttäuscht ist, als sie von Tonys Heiratsabsichten hört. In Chicago begegnet Tony dem Kriminalpolizisten Reckling, auch er ein alter Freund. Reckling informiert ihn, dass Captain Kerrigan mit ihm sprechen will. Kerrigan rät ihm, die Stadt zu verlassen, da Big Jim nicht gut auf ihn zu sprechen ist. Tony will jedoch bleiben und wird von der Polizei beschattet. Tony kann seine Verfolger abschütteln und sich heimlich mit Sally treffen. Big Jim hat ihr den Kontakt mit Tony verboten, deshalb will Sally ihrem Onkel nach Möglichkeit ausweichen. Doch Tony will mit dem Gangsterboss sprechen und alle Probleme aus der Welt schaffen. 
Abends wird Tony von zwei Männern angegriffen und niedergeschlagen. Er wacht in einem kahlen Raum auf. Ihm werden die Augen verbunden und in den Arm geschossen. Dann wird der halb bewusstlose Tony in eine abgelegene Gegend gefahren. Als Tony erneut erwacht, findet er eine Pistole in seinem Auto. Im Radio hört er von dem Mord an Big Jim Lee. Er gilt als Hauptverdächtiger. Panisch flüchtet Tony zu Fuß und erreicht einen Laden. Er will Sally anrufen, bemerkt aber, dass der Verkäufer ihn erkannt hat. Er reißt die Seite mit Anns Adresse aus dem Telefonbuch und flieht.
Tony sucht Ann auf, die ihm Unterschlupf gewährt. Mit ihrer Hilfe kann er Kontakt zu Sally aufnehmen und sich mit ihr treffen. Auch sie hat keine Ahnung, wer ihren Onkel getötet haben könnte, da er viele Feinde hatte. Mit der Mordwaffe sucht Tony Reckling auf. Sein Freund soll die Waffe untersuchen lassen und sein Blut mit am Tatort gefundenen Blutspuren abgleichen. Dann trifft sich Tony mit Danny, der von Reno nach Chicago gekommen ist. In der Tiefgarage von Dannys Appartementhaus trifft er auf Gene, einen von Big Jims Männern, der ihn zusammenschlägt. Danny kommt hinzu und geht dazwischen. Auch Danny gibt an, dass Big Jim viele Feinde hatte.
Tony weiß nicht, dass Danny und Sally den Mord an Big Jim ausgeheckt haben. Sally will Danny heiraten, und mit Tony als Schuldigem können beide dann über Big Jims Vermögen verfügen. Tony ist zurück bei Ann und ruft Reckling an. Es hat sich herausgestellt, dass er die gleiche Blutgruppe wie der Mörder hat. Die Herkunft der Waffe konnte nicht zurückverfolgt werden. Da aber keinerlei Spuren von Tony an der Waffe gefunden wurden, hat er Kerrigan informiert, dass Tony einer Intrige zum Opfer gefallen ist. Kerrigan hat jedoch Zweifel und zieht Reckling vom Fall ab, da er nicht über sein Treffen mit Tony berichtet hat. Reckling ermittelt auf eigene Faust weiter. Er vergleicht die Passagierliste des Fluges nach Chicago mit einer Kopie der ausgerissenen Telefonbuchseite und findet den Namen Ann McKnight.
Reckling sucht Ann und Tony auf. Anhand eines Bauplans von Big Jims Anwesen können er und Tony den Raum ermitteln, in den Tony gebracht wurde. Reckling und Ann beobachten die Umgebung des Anwesens, während Tony Danny aufsucht und ihn um Hilfe bei der Suche bittet. Bei Danny trifft er auch Sally an. Als er Dannys Verlobungsring an ihrem Finger sieht, wird ihm klar, dass die beiden ihn betrügen. Er verrät seinen Verdacht nicht und begleitet Danny und dessen Handlanger Stoner und Frost zu Dannys Appartement. Als sie die Tiefgarage betreten, taucht Reckling auf. Der gesuchte Raum befindet sich neben der Garage. Danny, Stoner und Frost ziehen ihre Waffen. Tony bemerkt Gene und beschuldigt Danny lautstark des Mordes an Big Jim. Der zornige Gene greift Danny an und tötet ihn, auch wenn er mehrfach angeschossen wird. Tony und Reckling können Stoner und Frost entwaffnen. Tony und Ann wollen zusammen nach Nevada ziehen.

## Produktion

### Hintergrund
Gedreht wurde der Film ab Mitte August 1949 in Chicago (u. a. Merchandise Mart, Adler-Planetarium, Shedd Aquarium, Buckingham-Brunnen, Chicago Midway Airport), Reno sowie in den Universal-Studios in Universal City.

### Stab
Bernard Herzbrun und Nathan Juran oblag die künstlerische Leitung. Russell A. Gausman und A. Roland Fields waren für das Szenenbild zuständig, Orry-Kelly für die Kostüme, Bud Westmore für das Maskenbild. Verantwortliche Toningenieure waren Leslie I. Carey und Corson Jowett.

### Besetzung
In kleinen nicht im Abspann erwähnten Nebenrollen traten Marjorie Bennett, Robert Easton, George Eldredge, Franklyn Farnum und Almira Sessions auf. Ebenfalls unerwähnt blieben Thomas Browne Henry als Captain Kerrigan und Edward Clark als Verkäufer.
Robert Easton gab sein Filmdebüt, Peggy Dow ihr Kinodebüt. Rock Hudson (in den Credits Roc Hudson geschrieben) wurde erstmals im Abspann erwähnt.

## Synchronisation
Die deutsche Synchronfassung entstand 1992 im Auftrag der Taunus Ton Bearbeitung in Frankfurt (Main).
| Rolle         | Schauspieler        | Deutscher Synchronsprecher |
| ------------- | ------------------- | -------------------------- |
| Tony Reagan   | Scott Brady         | Engelbert von Nordhausen   |
| Sally Lee     | Dorothy Hart        | Evelyn Maron               |
| Ann McKnight  | Peggy Dow           | Susanna Bonasewicz         |
| Det. Reckling | Bruce Bennett       | Frank Glaubrecht           |
| Frost         | Gregg Martell       | Alf Marholm                |
| Gene          | Dan Ferniel         | Kurt Goldstein             |
| Detective     | Rock Hudson         | Rüdiger Bahr               |
| Cpt. Kerrigan | Thomas Browne Henry | Andreas Hanft              |
| Norm          | Lewis Howard        | Lutz Nicolai               |
| Barkeeper     | Perc Launders       | Hermann Wagner             |
| Ehemann       | Francis Pierlot     | Kurt Weyrauch              |
| Croupier      | Hugh Sanders        | Anfried Krämer             |
| Mrs. Prentiss | Almira Sessions     | Verena Wiet                |

Anmerkung: Die kursiv geschriebenen Namen sind Rollen und Darsteller, die nicht im Abspann erwähnt wurden.

## Veröffentlichung
Die Premiere des Films fand am 3. Dezember 1949 statt. In Österreich kam er am 14. März 1959 in die Kinos. In der Bundesrepublik Deutschland wurde er am 28. August 1992 im deutschen Fernsehen ausgestrahlt.

## Kritiken
Das Lexikon des internationalen Films schrieb: „Routinierter "kleiner" Kriminalfilm, geradlinig und weitgehend spannend erzählt.“
Der Kritiker der The New York Times beschrieb den Film als Routine-Angelegenheit für moderate melodramatische Spannung. Zwar sei die Kameraarbeit gut und die Drehorte in Chicago verleihen Glaubwürdigkeit. Doch würde er nie das mittelmäßige Level einer Varieté-Vorstellung verlassen.
Der Kritiker des TV Guide sah einen ordentlichen kleinen Thriller mit interessanter Besetzung.